# (1489) Attila
(1489) Attila (aussi nommé 1939 GC) est un astéroïde de la ceinture principale, découvert le 12 avril 1939 par György Kulin, astronome hongrois, à Budapest. 
Il a été nommé en hommage à Attila, roi des Huns.